# رایکیناتس
رایکیناتس (صربی: Rajkinac}} یک منطقهٔ مسکونی در صربستان است که در Pomoravlje District واقع شده‌است.
 رایکیناتس  ۴۹۵ نفر جمعیت دارد.